# Elisabeth Trissenaar
Elisabeth Trissenaar est une actrice autrichienne née le 13 avril 1944 à Vienne et morte à Berlin le 14 janvier 2024. Elle travaille avec R.W. Fassbinder, notamment dans Le Mariage de Maria Braun ou Berlin  Alexanderplatz.

## Biographie

### Jeunesse et formation
Elisabeth Trissenaar naît à Vienne le 13 avril 1944 d’une mère étudiante en chant et d’un père médecin néerlandais. Après des études universitaires au Max-Reinhardt-Seminar à Vienne, Elisabeth Trissenaar obtient ses premiers contrats.

### Théâtre
Elisabeth Trissenaar commence en 1964 au théâtre de Berne, elle a joué à Krefeld, à Bochum et chez Peter Palitzsch au Staatstheater Stuttgart, puis au Schauspiel de Francfort de 1972 à 1981 où elle obtient un vif succès, notamment  dans les rôles de Nora, Hedda Gabler et Médée. Elle est aussi au Burgtheater de Vienne, au Schauspielhaus Zürich et au Schauspiel Köln. À Berlin, elle a travaillé avec son mari Hans Neuenfels à la Volksbühne de 1985 à 1990, à partir de 2001, elle a joué au Deutsches Theater. La lauréate du prix Nobel de littérature, la dramaturge autrichienne Elfriede Jelinek lui a écrit la pièce Jackie et autres princesses, dans laquelle elle incarne la veuve Kennedy « Jackie O. ».
Elle interprété de grand rôles du répertoire telles que :
- Nora, d’Ibsen,
- Hedda Gabler, d'Ibsen,
- Penthesilea, de Kleist
- Elektra, d'Euripide,
- Gretchen dans Faust de Goethe,
- Warja dans Der Kirschgarten, de Tchekhov,
- Emilia Galotti, de Lessing
- Fräulein Julie,  de Strindberg.

### Cinéma
C'est à cette époque qu'Elisabeth Trissenaar rencontre Rainer Werner Fassbinder, qui la fait tourner dans plusieurs de ses longs-métrages et téléfilms. Dans Bolwieser, elle est l'épouse infidèle d'un chef de gare en 1976. On la voit dans In einem Jahr mit 13 Monden (1978), Die Ehe der Maria Braun (1979) et est Lina dans l'adaptation filmée de Berlin Alexanderplatz (1980) de Döblin. Elle n’incarne pas des personnages lisses, mais plutôt des femmes de forte personnalité marquée par l’existence.
Avec Doris Dörrie, elle a tourné Personne ne m'aime, avec Robert van Ackeren L'autre sourire et avec Agnieszka Holland Récolte amère. Pour Michael Herbig, dans Die Geschichte vom Brandner Kaspar et a tourné Je n'ai jamais été aussi heureux aux côtés de Devid Striesow et Nadja Uhl.
Elle travaille aussi avec Xaver Schwarzenberger.

### Vie privée
Elisabeth Trissenaar a été mariée au metteur en scène et réalisateur Hans Neuenfels, qu’elle a rencontré pendant ses études, et de qui elle a un fils Benedict, né en 1966, qui est caméraman et fait carrière au cinéma. Elle vit à Berlin et y meurt le 14 janvier 2024 à l’âge de 79 ans.

## Prix
- 1981 : Prix de la critique allemande (Deutscher Kritikerpreis).

## Filmographie partielle

### Au cinéma
- 1978 : L'Année des treize lunes (In einem Jahr mit 13 Monden) de Rainer Werner Fassbinder : Irene Weishaupt
- 1979 : Le Mariage de Maria Braun (Die Ehe der Maria Braun) de Rainer Werner Fassbinder : Betti Klenze
- 1983 : Un amour en Allemagne (Eine Liebe in Deutschland) d'Andrzej Wajda : Elsbeth Schnittgens
- 1984 : Die Schwärmer de Hans Neuenfels
- 1985 : Amère récolte (Bittere Ernte) d'Agnieszka Holland : Rosa Eckart
- 1994 : Personne ne m'aime (Keiner liebt mich) de Doris Dörrie : Madeleine
- 1994 : Mario et le Magicien (Mario und der Zauberer) de Klaus Maria Brandauer : Sofronia Angiolieri
- 1999 : Oskar und Leni de Petra Katharina Wagner : Ella Grothe
- 2000 : Kalt ist der Abendhauch de Rainer Kaufmann : la mère de Charlotte

### À la télévision
- 1974 : Hedda Gabler de Hans Neuenfels et Heribert Wenk : Hedda Gabler
- 1977 : La Femme du chef de gare (Bolwieser) de Rainer Werner Fassbinder : Hanni Bolwieser
- 1978 : Das andere Lächeln (de) de Robert van Ackeren : Ellen
- 1980 : Berlin Alexanderplatz de Rainer Werner Fassbinder : Lina
- 1992 : Derrick: Beatrice und der Tod (Un geste de tendresse) : Beatrice Deininger
- 2006 : Schumann, Schubert und der Schnee : Clara Schumann

## Théâtre (sélection)
- 1970 : Macbeth de William Shakespeare : Lady Macbeth
- 1970 : Mademoiselle Julie d'August Strindberg : Julie
- 1973 : Hedda Gabler d'Henrik Ibsen : Hedda
- 1976 : Medea d'Euripide : Médée
- 1980 : Iphigenie auf Tauris de Goethe : Iphigénie
- 1983 : Der Balkon de Jean Genet : Madame Irma
- 1985 : Verbannte de James Joyce : Bertha
- 1986 : Elektra d'Euripide : Elektra
- 2002 : Totentanz d'August Strindberg : Alice